# Dzban (określenie)
Dzban – potoczne określenie w języku polskim, funkcjonujące zwłaszcza w mowie młodzieżowej, oznaczające głupka lub kogoś, kto zrobił coś głupiego. Epitet ten ma charakter wieloznaczny i przypisuje się mu różne skojarzenia. Wzrost popularności tego określenia został zaobserwowany w roku 2018, a epicentrum w 2025 roku, gdzie kibice GKS Tychy zbojkotowali swój mecz stojąc pod trybuną. 

## Historia
Rodowód określenia „dzban” odnosi się do naczynia o tej nazwie; to jedna z metafor porównująca człowieka do naczynia. Słowo w pierwotnym znaczeniu obecne jest m.in. w przypowieściach biblijnych, pieśniach Jana Kochanowskiego czy piosenkach Jacka Kaczmarskiego.
Najstarsze wystąpienia tego wyrazu w odniesieniu do osób w internecie pojawiły się około roku 2009. Rok później wyraz ten opisano w słowniku miejski.pl.
W grudniu 2018 słowo „dzban” zostało wybrane w plebiscycie na Młodzieżowe Słowo Roku (2018), organizowanym przez Wydawnictwo Naukowe PWN. Oddanych na nie zostało prawie 30% zgłoszeń, których łącznie wpłynęło prawie 10 tysięcy.
W komentarzu do plebiscytu na MSR z 2018 prof. Marek Łaziński napisał:

Dlaczego „dzban” jest taki atrakcyjny? Bo ma ładne brzmienie, z rzadką w polszczyźnie grupą spółgłosek na początku. Dodałbym jeszcze, że ze słowem kluczem internetu, czyli „banem” w środku. A co więcej – pozwala omijać wszelkiego typu bany i ograniczenia na różnych forach, bo nie jest słowem uznawanym za wulgarne. A przede wszystkim jest to słowo, które łatwo przybiera w sieci postać wizualną. Jako część „pisanego języka mówionego” może być wklejane jako odpowiedź graficzna, ikoniczna – łatwo rozpoznawalne zdjęcie lub rysunek dzbana. Bywa też, niczym swoisty rebus językowy, komponowane graficznie w całe frazy. Na przykład tyleż popularna, co wulgarna fraza „k… jaki dzban!” doczekała się w tym roku wizualnej prezentacji w trzech dość wymownych fotografiach.

Jurorzy zwrócili uwagę, że wpływ na popularność tego określenia miał język używany przez popularnych twórców internetowych. Według dziennikarza Bartka Chacińskiego słowo to „zawdzięcza swoją karierę” youtuberowi Klocuchowi. W swoich utworach wyraz w tym znaczeniu wykorzystali również wielkopolscy raperzy: Paluch i Śliwa.
Oprócz określenia „dzban” w praktyce językowej pojawiły się także wyrazy pochodne: dzbanizm i dzbaniara.